# 澳廣視晚間新聞
《晚間新聞》（英語：Late News）是澳門廣播電視股份有限公司新聞及資訊部製作的新聞資訊節目，每日晚上11時15分至晚上11時50分於澳視澳門及澳門資訊首播。

## 節目歷史
- 1986年至1989年，澳廣視於休台前播出《最後新聞》，並分為粵語版和葡語版。[1]
- 1990年中，澳廣視電視頻道分拆成中文台和葡文台，中文台《最後新聞》保留，並於1991年更名為《晚間新聞》。[2] 1992年時於晚上10時左右首播。
- 1990年中後期至2000年初期，《晚間新聞》一度維持在晚上11時左右播出。
- 2007年，為配合澳廣視中文台改版，《晚間新聞》改於晚上11時15分首播。
- 2009年10月1日，澳門-MACAU衛星頻道啟播，於每日凌晨3時、上午6時及上午11時以《粵語新聞》名義重播上一日的《晚間新聞》，在2016年至2020年底改為於每日上午11時以《粵語新聞》名義重播上一日的《晚間新聞》。
- 2009年10月26日，澳視生活台啟播，於每日凌晨12時30分以《夜間新聞》名義重播《晚間新聞》。
- 2011年6月1日，節目更換片頭和包裝。
- 2012年4月2日，改於澳廣視全新新聞直播室播出。[3][4]
- 2012年6月，為因應澳門資訊頻道即將啟播，節目延長至35分鐘。
- 2012年9月3日，澳門資訊頻道啟播，分別於晚上11時15分至11時50分與澳視澳門同步播出該節目，並於翌日凌晨1時15分至1時50分重播。
- 2020年7月，為配合新聞演播室翻新和裝修，所有中文新聞節目包括晚間新聞採用固定幕牆作為佈景設計。[5]
- 2021年1月13日，新聞演播室經翻新和裝修後重新啟用，並更換節目包裝。[6]
- 2022年10月17日，節目更換包裝，以西灣大橋和十字門黃昏為開場背景。
- 2024年5月13日，澳廣視電視啟播40周年，節目更換包裝，以十字門水道珠澳兩岸為開場背景，演播室LED幕牆改為澳門半島南岸天際線夜景作為背景。

## 播出時間
| 日子 | 時間        | 播出頻道           | 備註 |
| ---- | ----------- | ------------------ | ---- |
| 每日 | 23:15-23:50 | 澳視澳門、澳門資訊 |      |
| 每日 | 01:15-01:50 | 澳門資訊           | 錄播 |
| 每日 | 03:00-03:35 | 澳視澳門           | 錄播 |

## 現時設有環節
23:15-23:28 第一節新聞
23:28-23:33 廣告 / 節目預告
23:33-23:48 第二節新聞 (包括專題報道、明日天氣預測)

## 即時手語傳譯及特殊安排
在節目開播至今不設手語傳譯。但在2018年起發出當氣象局預告發出八號風球、發出八號或以上風球期間特別提供即時手語傳譯。
特殊情況提供即時手語傳譯：

2018年8月14日 熱帶風暴貝碧嘉 (八號東南風球生效期間) 

2018年9月16日及9月17日 颱風山竹 (16日預告改發八號風球及17日八號東南風球生效期間) 

2019年7月31日 熱帶風暴韋帕 (八號東北風球生效期間) 

2020年8月18日 颱風海高斯 (播出期間改發八號東北風球) 

2021年8月4日 2021年8月澳門一家四口感染2019冠狀病毒病事件 

2021年9月25日至27日、10月4日至7日 2021年澳門2019冠狀病毒病聚集性疫情 

2021年10月9日 熱帶風暴獅子山 (八號東南風球生效期間)

2021年10月12日 颱風圓規 (八號東北風球生效期間)

2022年11月1日 強烈熱帶風暴尼格 (八號西北風球生效期間)

2023年9月2日 超強颱風蘇拉 (九號風球生效期間)

2023年10月8日 颱風小犬 (八號東北風球生效期間)

特殊安排：

- 如氣象局預告發出八號風球、發出八號或以上風球期間或特殊情況 (如2019冠狀病毒病澳門疫情流入社區確診個案和2021年澳門立法會選舉)會在澳廣視新聞Facebook專頁進行同步直播，澳門資訊取消重播安排。
- 2021年8月4日，因澳門出現四宗感染2019冠狀病毒病個案，民防行動中心宣佈進入即時預防狀態且開展全民核酸檢測計劃，因凌晨時段播出特別新聞報道關係，澳門資訊頻道取消重播安排。
- 2021年8月27日至9月10日期間，因進行2021年澳門立法會選舉競選宣傳，澳門資訊《晚間新聞》重播延至01:25播出。
- 2021年9月25日至9月27日、10月5日至6日期間，因澳門出現兩個工作人士群組感染2019冠狀病毒病，民防行動中心宣佈進入即時預防狀態且開展共兩輪全民核酸檢測計劃，因播放特別新聞報道關係，澳門資訊頻道取消重播安排。

- 由於每年直播除夕倒數活動 (2020年除外)，除夕晚上的《晚間新聞》在澳視澳門播出時間改為元旦日凌晨12時30分至1時05分播出，並採用直播方式播出，至於澳門資訊頻道開播至今除夕夜期間播出時間和重播時間維持不變。

## 外部連結
- 澳廣視新聞主頁 （页面存档备份，存于）
- 澳廣視新聞facebook專頁 （页面存档备份，存于）